# Zbór Łódź-Widzew Kościoła Adwentystów Dnia Siódmego
Zbór Łódź-Widzew Kościoła Adwentystów Dnia Siódmego – jeden z dwóch zborów adwentystycznych w Łodzi (obok Łódź-Górna), działający na dzielnicy Widzew, należący do okręgu łódzkiego diecezji wschodniej Kościoła Adwentystów Dnia Siódmego w RP.

## Historia
Łódzki zbór adwentystyczny powstał w 1895 r. i był pierwszą społecznością adwentystyczną na terenie Królestwa Polskiego. Adwentyzm dotarł do Łodzi za sprawą dwóch stolarzy z Wołynia, Karola Fendela i Józefa Szlodzińskiego, którzy w 1893 r. przybyli do miasta i zamieszkali w domu pastora baptystycznego, Adama Lacha. Pastor wraz ze swoją rodziną i niemieckojęzycznymi członkami swojego zboru zdecydowali się przyjąć wierzenia adwentystów, z którymi zapoznali ich wołyńscy stolarze. Po dwu latach misja hamburska, pod którą podlegała administracyjnie Łódź, wysłała do miasta pierwszego adwentystycznego duchownego – kazn. Johana H. Lebsacka, który przekształcił społeczność w regularny zbór.
W 1905 r. zbór liczył 24 członków ochrzczonych na wyznanie wiary, którzy zgromadzali się na nabożeństwach w domach prywatnych przy ul. Milscha (dziś Kopernika) oraz Struga 17. W 1907 r. kolejny pastor łódzkiego zboru – pochodzący z Odessy kazn. Dawid P. Gäde – zorganizował pierwszą w mieście publiczną adwentystyczną ewangelizację w sali restauracji „Paradise” przy ul. Piotrkowskiej. Niemieccy adwentyści w okresie I wojny światowej zostali w większości internowali, wyjechali z miasta bądź zostali zesłani na Sybir. Nabożeństwa odbywały się w języku polskim i były tłumaczone na niemiecki. W latach 1914–1920 pastorami byli Teodor Will i jego syn Waldemar, następnie między 1920–1924 – kazn. Ferdynand Dzik i od 1924 – kazn. Kosmowski. W 1926 r. zbór adwentystyczny w Łodzi liczył 70 osób, którzy rekrutowali się głównie z różnych kościołów protestanckich.
W okresie międzywojennym zbór łódzki jako jedna z niewielu społeczności otrzymała od wojewody status kościoła tolerowanego. W 1937 r. siedzibę zboru przeniesiono do nowego lokalu przy ul. Wólczańskiej 57. W okresie II wojny światowej zbór łódzki został podzielony przez władze hitlerowskie na dwie wspólnoty – niemiecką, działającą legalnie i liczącą 70 wiernych oraz polską, nielegalną z 25 wyznawcami. Mimo przymusowego podziału, wspólnoty utrzymywały braterskie relacje i w miarę możliwości podejmowały współpracę, m.in. organizując wspólne nabożeństwa młodzieżowe. Grupa polska, szykanowana w okresie okupacji, działała w podziemiu – udzieliła wówczas przynajmniej 8 chrztów nowym wiernym. Polskiemu zborowi pasterzowali wówczas kazn. Baron i kazn. Nowicki. Siedziba zboru przy ul. Wólczańskiej została skonfiskowana przez hitlerowców i przekształcona na kwaterę SS. Od 1943 r. nabożeństwa odbywały się w budynku przy ul. Wólczańskiej 139, który po wojnie stał się siedzibą zboru. 
Po II wojnie światowej, w wyniku emigracji, zbór łódzki tworzyli już wyłącznie Polacy. Pastorami odbudowującego się zboru byli kazn. Bujak, kazn. Baron i kazn. Smyk. Nabożeństwa odbywały się do 1951 r. przy ul. Struga 17, w tym samym lokalu, co kilkadziesiąt lat wcześniej, a następnie w budynku przy ul. Nowotki 79. W 1967 r. siedzibę zboru przeniesiono do budynku dawnej fabryki włókienniczej przy ul. Kopcińskiego, gdzie znajduje się do dziś. Do 1991 r. siedziba zboru służyła jednocześnie jako biuro zjednoczenia wschodniego, które obecnie jako diecezja wschodnia posiada swoją stolicę w Warszawie.
Kolejne lata były dla zboru okresem rozwoju. Najwięcej, bo 34 chrztów świętych na wyznanie wiary udzielono w 1984 r. Skutkiem tego pod koniec lat 80. zbór w Łodzi liczył już ponad 200 członków. W 1987 r. zdecydowano się wydzielić 18-osobowy zbór w Zgierzu. W 1991 r. w wyniku publicznej ewangelizacji i spotkań biblijnych prowadzonych przez Phila i Joannę Jonesów w hali „Anilana”, utworzono drugi zbór adwentystyczny w Łodzi – Łódź Górną, natomiast w 1992 r. w wyniku wykładów biblijnych głoszonych przez przybyłego z Australii pastora Janusza Skrzypaszka – trzeci zbór, dziś już nieistniejący – Łódź-Bałuty, który od 2004 r. nosił nazwę zboru „Pielgrzym”.